# Aequorea phillipensis
Aequorea phillipensis is een hydroïdpoliep uit de familie Aequoreidae. De poliep komt uit het geslacht Aequorea. Aequorea phillipensis werd in 1998 voor het eerst wetenschappelijk beschreven door Watson. 